# Моївська сільська рада
Моївська сільська рада — колишній орган місцевого самоврядування у Чернівецькому районі Вінницької області з адміністративним центром у с. Моївка.

## Населені пункти
Сільській раді підпорядковані населені пункти:
- с. Моївка
- с-ще Степне

## Склад ради
Рада складається з 16 депутатів та голови.